# Діабетична дієта
Діабетична дієта — дієта, яка використовується людьми з цукровим діабетом або високим рівнем глюкози у крові, щоб мінімізувати симптоми та небезпечні ускладнення тривалого підвищення рівня глюкози у крові (тобто: серцево-судинні захворювання, захворювання нирок, ожиріння). 
Серед рекомендацій Американської діабетичної асоціації (American Diabetes Association — ADA) і Diabetes UK немає консенсусу щодо того, що одна дієта є кращою за інші. Це пов'язано з відсутністю довгострокових високоякісних досліджень з цього питання.
Для людей із надмірною вагою та ожирінням, хворих на діабет, найважливішим аспектом будь-якої дієти є те, що вона призводить до втрати жиру. Доведено, що втрата жиру покращує контроль рівня глюкози в крові та знижує рівень інсуліну.
Найбільш узгодженою рекомендацією є дієта з низьким вмістом цукрів та рафінованих вуглеводів і водночас із відносно високим вмістом клітковини, особливо розчинної клітковини. Подібним чином людям із діабетом можна рекомендувати зменшити споживання вуглеводів із високим глікемічним індексом (ГІ), хоча ADA та Diabetes UK зазначають, що для цієї рекомендації потрібні додаткові докази.

## Склад дієти

### Загальний
Люди з діабетом можуть їсти будь-яку їжу, яку вони хочуть, бажано здорову дієту з деякою кількістю вуглеводів, але вони повинні бути більш усвідомленими щодо вмісту вуглеводів у їжі та уникати продуктів з високим вмістом простих цукрів (таких як соки та підсолоджені напої). Людям, залежним від ін'єкцій інсуліну (як діабетикам 1-го, так і 2-го типу), корисно споживати стабільну кількість вуглеводів, щоб легше контролювати рівень глюкози у крові.

### Макроелементи
Станом на 2019 рік не було єдиної думки про те, що дієта, яка складається з певного складу макроелементів (тобто: співвідношення жиру, білка та вуглеводів у раціоні), є більш корисною для діабетиків. Однак дослідження діабетичних дієт обмежені через характер досліджень харчування. Дослідження в цьому просторі, як правило, є спостережними, на відміну від експериментальних, відносно короткими за тривалістю та мають відносно низьку відповідність через труднощі контролю дієти учасників дослідження в будь-який час доби протягом тривалих періодів часу. Таким чином, для подальшого визначення рекомендацій у майбутньому потрібні більш масштабні багатоцентрові дослідження.

#### Вуглеводи
Вуглеводи включають цукри, крохмаль і клітковину. Ці продукти мають найбільший вплив на рівень глюкози у крові, оскільки після споживання вони розщеплюються на моносахариди (глюкозу і фруктозу), які потім всмоктуються в тонкому кишечнику.
Американська діабетична асоціація (ADA) не рекомендує конкретну кількість споживання вуглеводів для діабетичних дієт, проте однозначно не рекомендується використовувати фруктозу як додатковий підсолоджувач, оскільки вона може негативно вплинути на склад ліпідів плазми. Не існує мінімальної необхідної кількості щоденних вуглеводів, оскільки організм може виробляти глюкозу за допомогою різних метаболічних процесів, включаючи глюконеогенез і глікогеноліз. Але те саме не стосується білка та жиру, оскільки вони містять складові компоненти, які є незамінними та не можуть бути синтезовані шляхом метаболізму людини.
ADA також згадує глікемічний індекс та глікемічне навантаження харчових продуктів, оскільки вони стосуються діабетиків, але не дає конкретних рекомендацій через незрозумілу клінічну користь. Проте мета-аналізи, включаючи останній Кокранівський систематичний огляд, показали, що дієта з низьким глікемічним індексом забезпечує кращий контроль рівня глюкози в крові за показником глікованого гемоглобіну A1c (HbA1c), а також меншу кількість епізодів гіпоглікемії.

#### Клітковина
Споживання харчових волокон може принести користь. Існують певні докази того, що споживання харчових волокон може допомогти контролювати рівень глюкози у крові, однак ADA не рекомендує жодних інших цілей щодо споживання харчових волокон для діабетиків, відмінних від людей без діабету.

#### Жири
ADA не дає конкретних рекомендацій щодо загальної кількості жиру, який слід споживати діабетикам щодня. Вони відзначають, що за результатами досліджень дієти з високим вмістом жиру (які замінюють вуглеводи жирами) продемонстрували покращений глікемічний контроль і покращили профілі ліпідів крові (підвищена концентрація ЛПВЩ і зниження тригліцеридів) порівняно з дієтами з низьким вмістом жиру.
ADA рекомендує уникати всіх продуктів, які містять штучні джерела транс-жирів, але зауважує, що невелика кількість транс-жирів, яка природно міститься в м'ясі та молочних продуктах, не викликає занепокоєння.

#### Холестерин
Станом на 2019 рік ADA не має конкретних рекомендацій щодо споживання холестерину з їжею. Причинно-наслідковий зв'язок між споживанням холестерину в їжі та серцево-судинними захворюваннями не встановлено.

#### Білок
Історично склалося так, що існує занепокоєння щодо рівня споживання білка в осіб із захворюваннями нирок, спричиненими діабетом; однак немає доказів того, що дієти з низьким вмістом білка покращують функцію нирок. Також немає доказів того, що особам із захворюваннями нирок, спричиненими діабетом, потрібно обмежувати споживання білка порівняно зі споживанням середньої людини.

### Специфічні дієти

#### Низьковуглеводна дієта
Для діабетиків 1 типу бракує остаточних доказів корисності дієт з низьким вмістом вуглеводів через обмежене вивчення цієї теми. Мета-аналіз, опублікований 2018 року, виявив лише дев'ять статей, які належним чином вивчали застосування дієт з низьким вмістом вуглеводів у діабетиків 1 типу станом на березень 2017 року. У цьому огляді було виявлено, що дієти з низьким вмістом вуглеводів постійно знижують потребу в інсуліні, але виявили суперечливі результати щодо впливу дієти на рівень глюкози в крові. Три дослідження виявили значне зниження HbA1c на дієтах з низьким вмістом вуглеводів, тоді як 5 виявили, що рівні HbA1c були стабільними. Цей огляд, а також консенсусна заява ADA показують, що дієти з низьким вмістом вуглеводів можуть бути корисними для діабетиків 1 типу, але для отримання додаткових доказів необхідні більші клінічні випробування.
Дієта з низьким вмістом вуглеводів дає трохи кращий контроль над метаболізмом глюкози, ніж дієта з низьким вмістом жирів при діабеті 2 типу. У консенсусному звіті 2019 року про дієтологічну терапію для дорослих з діабетом і переддіабетом Американська діабетична асоціація (ADA) зазначає, що «Зниження загального споживання вуглеводів особами з діабетом продемонструвало найбільшу кількість доказів для покращення глікемії (цукру в крові) і може застосовуватися в різних режимах харчування, які відповідають індивідуальним потребам і перевагам», також зазначено, що загальне зниження вуглеводів споживання з низьким або дуже низьким вмістом вуглеводів є життєздатним підходом.
ADA стверджує, що дієти з низьким вмістом вуглеводів можуть бути корисними, щоб допомогти людям із діабетом 2 типу схуднути, але ці дієти були погано визначені, їх важко дотримуватися, вони не підходять для певних груп людей і для складання дієти в цілому. Загалом, ADA рекомендує людям з діабетом розробити «здорові моделі харчування, а не зосереджуватися на окремих макро-, мікроелементах або окремих продуктах». Вони рекомендують, щоб вуглеводи в раціоні надходили з цільних харчових джерел, таких як «овочі, бобові, фрукти, молочні продукти (молоко і йогурт) і цільні зерна»; слід уникати високорафінованих продуктів і солодких напоїв.

#### Веганська/вегетаріанська дієта

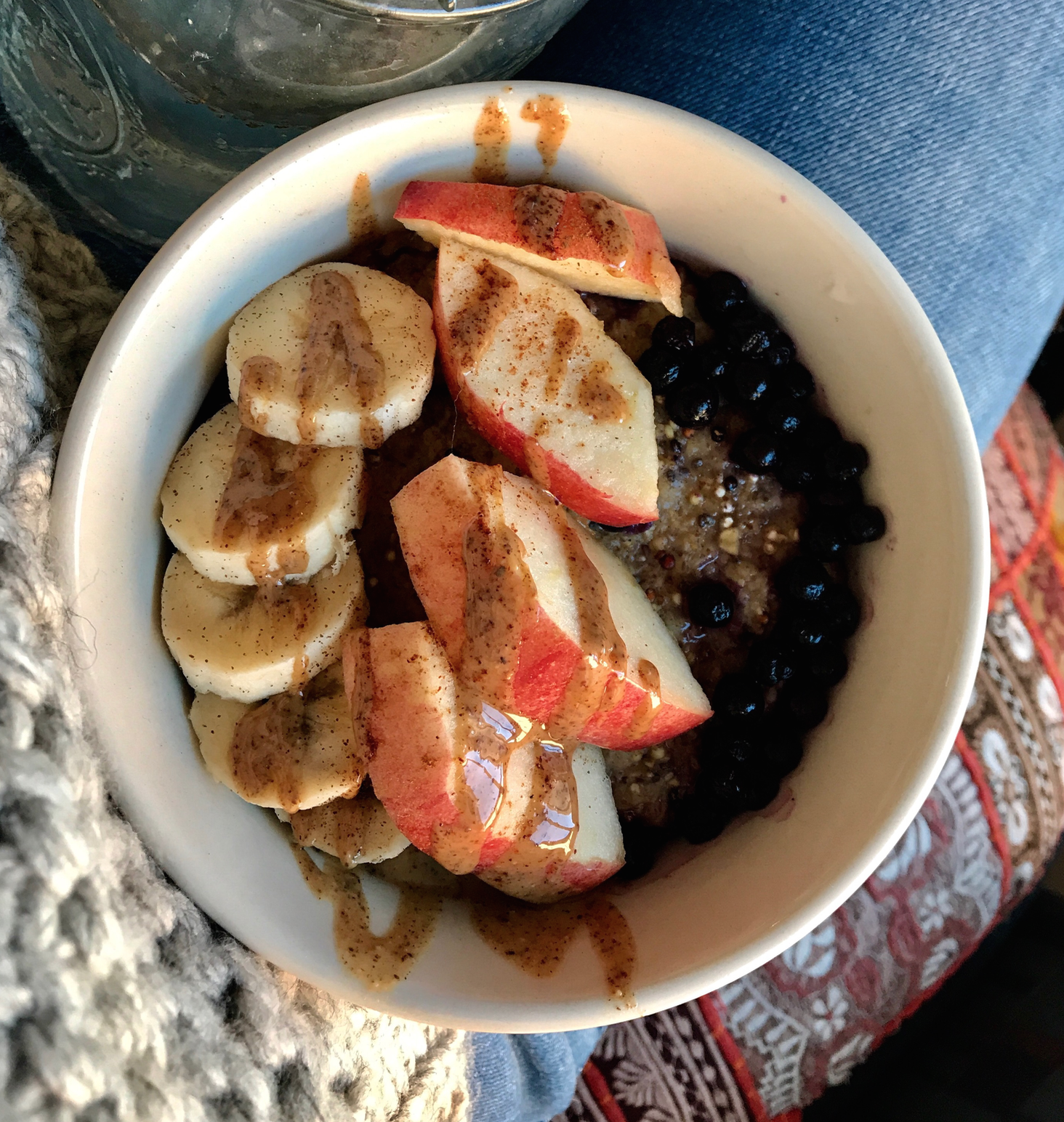
Приклад веганського сніданку з високим вмістом клітковини

Хоча веганська та вегетаріанська дієти можуть значно відрізнятися за типом споживаної їжі, а також за профілем макроелементів дієти, їх часто об'єднують у контексті наукової літератури, оскільки вони обидві вважаються рослинними дієтами. Як і вплив будь-якої іншої дієти на діабет, найважливішим фактором є кінцева втрата загальної жирової маси. Як веганська, так і вегетаріанська дієти показали свою користь для схуднення порівняно зі стандартною американською дієтою. Для діабетиків 2 типу вегетаріанська або веганська дієта має бути зосереджена на підтримці рівня споживання калорій, що призводить до втрати жиру, достатньому споживанні білка, достатньому споживанні сполук, які є найбільш біодоступними в продуктах тваринного походження (наприклад, вітамін B-12, залізо, креатин) і цільні джерела вуглеводів з нижчим глікемічним індексом.
Академія харчування та дієтології стверджує, що правильно сформульовані вегетаріанські та веганські дієти можуть бути здоровими та достатніми за поживними властивостями для людей будь-якого віку. Американська діабетична асоціація зазначає, що використання вегетаріанської або веганської дієти при цукровому діабеті мало переконливі результати в літературі. Два мета-аналізи показали незначне покращення HbA1C; тоді як один із двох виявив, що дієти призвели до втрати ваги та покращення факторів ризику серцево-судинних захворювань.

#### Дієта з низьким глікемічним індексом
Зниження глікемічного індексу дієти може покращити контроль діабету. Вона включає уникання таких продуктів, як картопля, приготовлена певним чином (тобто: варена картопля та картопляне пюре мають вищий ГІ, ніж смажена) і хліб. Джерела вуглеводів з нижчим глікемічним індексом включають овочі, бобові та цільні зерна, які містять більше клітковини та перетравлюються та всмоктуються в кров повільніше, ніж рафіновані вуглеводи.

#### Харчові волокна
ADA рекомендує рівень споживання клітковини, який відповідає Дієтичним рекомендаціям для американців на 2015—2020 роки (мінімум 14 г клітковини на 1000 ккал). Однак є деякі докази того, що більше споживання (щоденне споживання понад 50 г клітковини) можуть призвести до незначного покращення рівня цукру в крові. ADA попереджає, що більше споживання харчових волокон  може спричинити проблеми з травленням, зокрема «метеоризм, здуття живота та діарея».

### Час прийому їжі
Для людей з цукровим діабетом здорове харчування — це не просто те, що вони їдять, а й те, коли вони їдять. Для інсулінозалежних діабетиків час прийому їжі залежить від рівня глюкози у крові та типу інсуліну, який вони приймають (тобто інсулін тривалої, середньої або швидкої дії). Якщо пацієнти перевіряють рівень глюкози в крові перед сном і виявляють, що він низький, наприклад, нижче 6 мілімоль на літр (108 мг/дл), бажано, щоб вони приймали трохи вуглеводів тривалої дії перед сном, щоб запобігти нічній гіпоглікемії. Нічна пітливість, головні болі, неспокійний сон і кошмари можуть бути ознакою нічної гіпоглікемії, тому пацієнти повинні проконсультуватися зі своїм лікарем для коригування режиму інсуліну, якщо вони виявлять, що це так. Іншою можливою ознакою нічної гіпоглікемії є ранкова гіперглікемія, яка насправді виникає у відповідь на надто низький рівень цукру в крові вночі. Це називається ефектом Сомоджі (англ. Somogyi effect).
Що стосується діабету 2 типу, вживання більшої частини їжі раніше протягом дня може бути пов'язане з меншим рівнем надмірної ваги та ожиріння та іншими факторами, які знижують ризик розвитку діабету 2 типу. ADA зазначає, що кілька досліджень показали користь періодичного голодування для контролю рівня цукру в крові. Однак ці дослідження були відносно невеликими та короткими за тривалістю, тому подальше дослідження є виправданим. Існували також різні протоколи голодування, що ускладнювало порівняння між дослідженнями.

### Дієтичні продукти при цукровому діабеті
Diabetes UK застерігає від покупки продуктів, які спеціально створені для людей з діабетом, на тій підставі, що:
- Вони можуть бути дорогими
- Вони можуть містити високий рівень жиру
- Вони можуть не надати особливих переваг людям з діабетом

NICE (Національний інститут охорони здоров'я та клінічної майстерності у Великій Британії) радить лікарям та іншим медичним працівникам «не заохочувати до використання харчових продуктів, які продаються спеціально для людей з діабетом».

### Алкоголь
ADA рекомендує людям з цукровим діабетом обмежити споживання алкоголю, як це рекомендовано Дієтичними рекомендаціями для американців (до одного напою на день для жінок і до двох напоїв на день для чоловіків). Вживання алкоголю понад цю кількість може призвести до підвищення рівня цукру в крові. Вживання алкоголю також підвищує ризик розвитку гіпоглікемії у діабетиків. ADA стверджує, що це може бути пов'язано з «гальмуванням глюконеогенезу, зниженням усвідомлення гіпоглікемії через церебральний вплив алкоголю та/або порушенням контррегуляторних реакцій на гіпоглікемію». Це піддає діабетиків, які приймають інсулін або інші антигіперглікемічні засоби, вищому ризику нічної гіпоглікемії або гіпоглікемії натще. Вживання їжі з алкоголем знижує ризик гіпоглікемії.

## Історія
Існує довга історія дієтичного лікування цукрового діабету. Дієтичне лікування цукрового діабету застосовувалося в Єгипті з 3500 року до нашої ери і використовувалося в Індії Сушрутою та Чаракою більше 2000 років тому. У XVIII столітті шотландський хірург Джон Ролло стверджував, що обмеження калорій може зменшити глюкозурію при діабеті.
Більш сучасна історія діабетичної дієти може розпочатися з Фредеріка Медісона Аллена та Елліота Джосліна, які на початку ХХ століття, ще до відкриття інсуліну, рекомендували людям із діабетом їсти лише низькокалорійну дієту з майже нульовим вмістом вуглеводів для запобігання кетоацидозу. Хоча цей підхід міг продовжити життя на обмежений період, у пацієнтів виникав ряд інших медичних проблем.
Запровадження інсуліну Фредеріком Бантингом у 1922 році дозволило пацієнтам більше гнучкості в харчуванні.

### Схема обміну
У 1950-х роках Американська діабетична асоціація спільно зі Службою охорони здоров'я США запровадили «схему обміну». Вона дозволяла людям заміняти у своєму раціоні продукти подібної поживної цінності (наприклад, вуглеводи) на інші. Наприклад, якщо ви бажаєте з'їсти більше вуглеводів на десерт, можна скоротити споживання картоплі в першій страві. Схема обміну була переглянута в 1976, 1986 і 1995 роках.

### Пізніший розвиток подій
Не всі лікарі-дієтологи сьогодні рекомендують схему обміну. Замість цього вони, ймовірно, порекомендують типову здорову дієту: дієту з високим вмістом клітковини, різноманітними фруктами та овочами та низьким вмістом цукрів та жиру, особливо насиченого.
Дієту з високим вмістом рослинної клітковини рекомендував Джеймс Андерсон. Це можна розуміти як продовження роботи Деніса Беркітта та Г'ю Тровелла щодо харчових волокон та роботи Прайса. Досі рекомендується, щоб люди з діабетом дотримувалися дієти з високим вмістом харчових волокон.
У 1976 році Натан Прітікін відкрив центр, де пацієнти проходили програму дієти та фізичних вправ (Програма Прітікіна). Ця дієта містить багато вуглеводів і клітковини, свіжі фрукти, овочі та цільні зерна. Дослідження, проведене в Каліфорнійському університеті в Лос-Анджелесі в 2005 році, показало, що це принесло значне поліпшення групі людей з діабетом або переддіабетом за три тижні, так що приблизно половина більше не відповідала критеріям захворювання.